# Захелме
Захо́лм'я (пол. Zachełmie) — село в Польщі, у гміні Заґнанськ Келецького повіту Свентокшиського воєводства. Розташоване у південно-центральній частині Польщі. Село розміщене приблизно за 3 км на схід від Загнанська і за 12 км на північний схід від м. Кельці.
Населення — 595 осіб (2011).
У 1975-1998 роках село належало до Келецького воєводства.

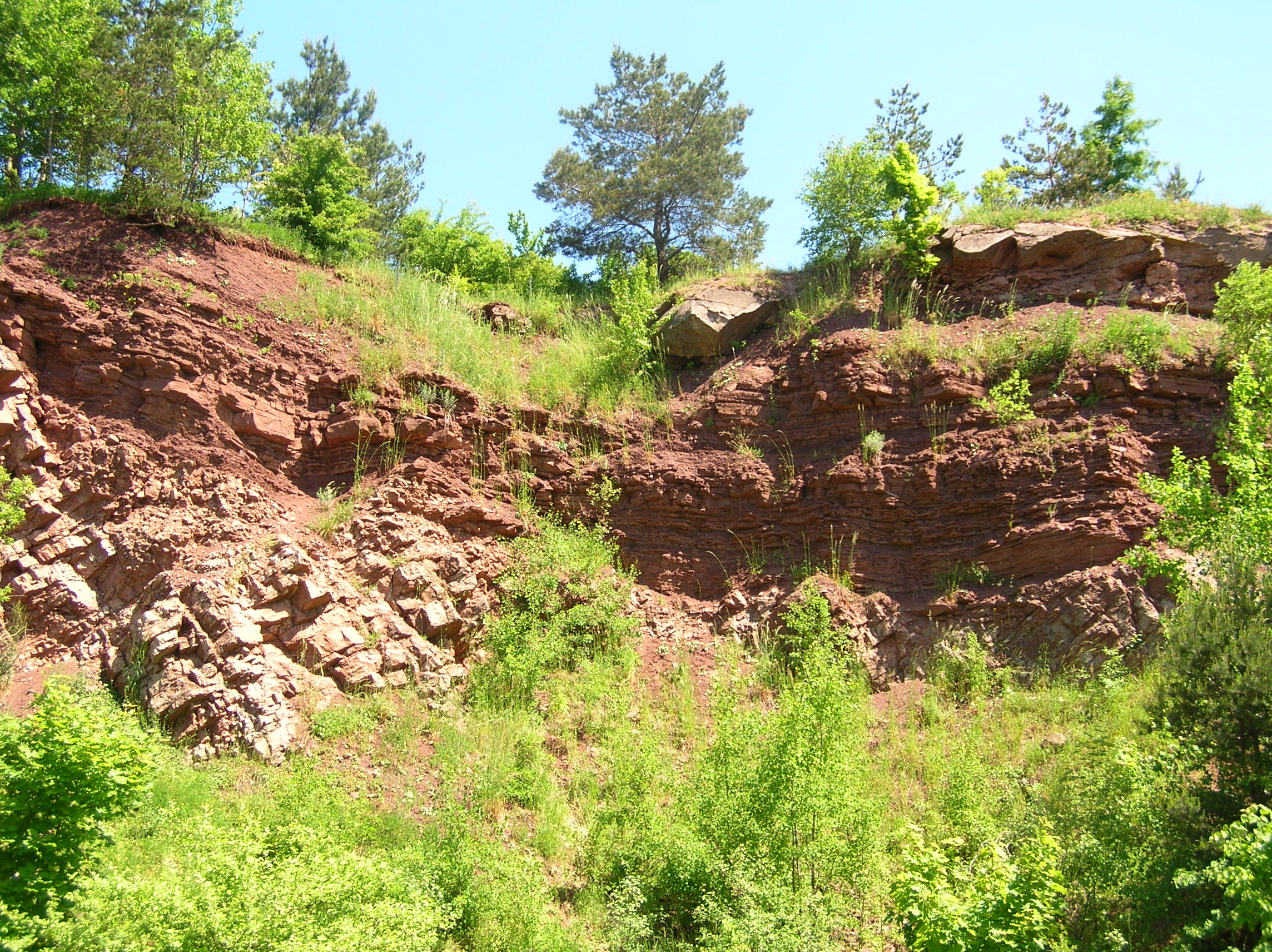
Кар'єр Захо́лм'я. Вапняки періоду середнього девону і доломіт покриті червоними пісковиками періоду раннього тріасу

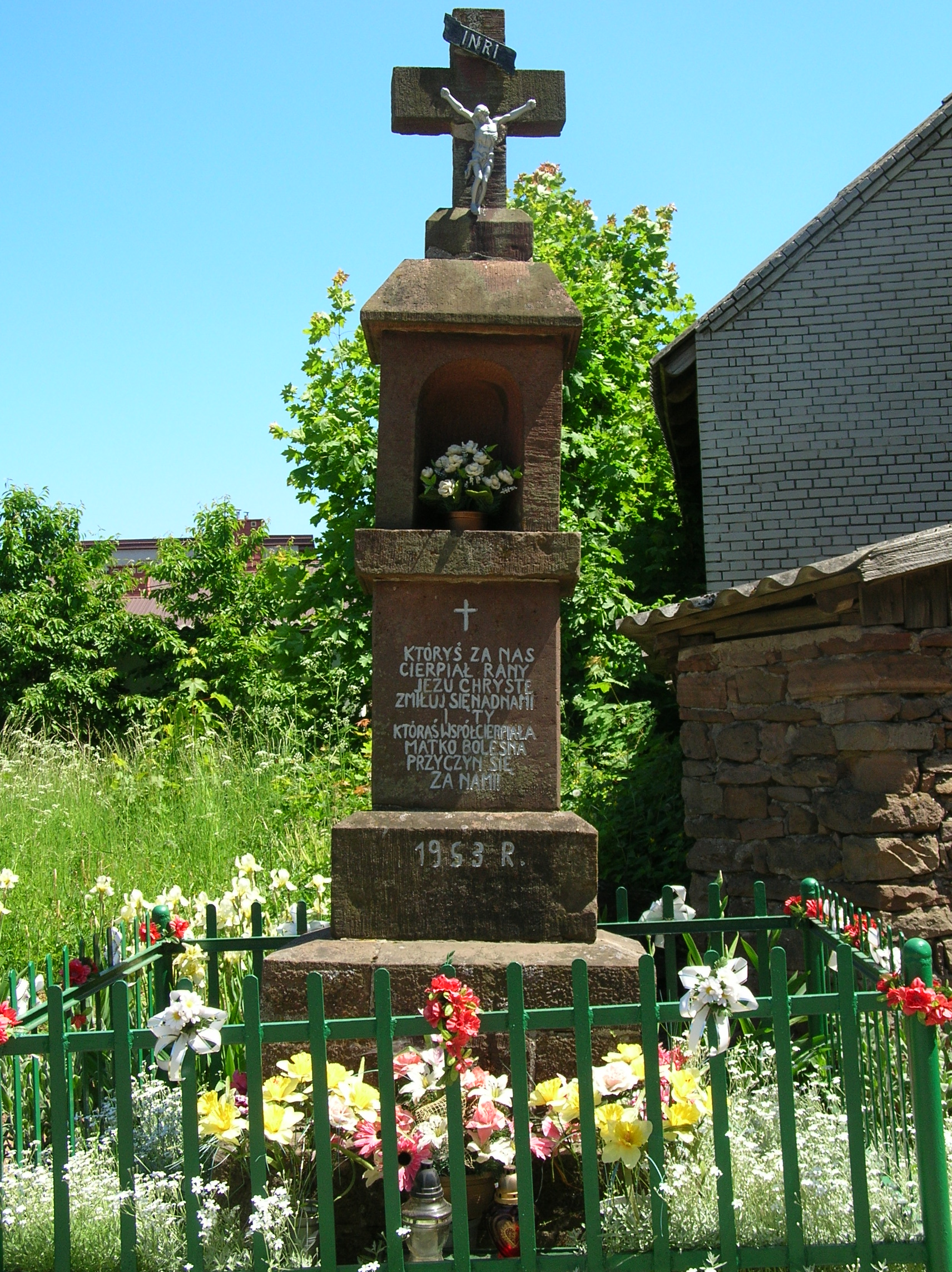
Розп'яття 1953 року, побудоване з червоного пісковика

Колишній кар'єр вапняку знаходиться недалеко від села. У 2008 році в сусідньому покинутому кар'єрі виявлено найстаріші у світі сліди чотириногих. Описані в січні 2010 року на сторінках тижневика «Nature». Регіон розташовувався колись на південному березі стародавнього суперконтиненту Лавразії. Найстаріші з відомих викопних доказів існування чотириногих мають приблизно 395 мільйонів років, — їх сліди були знайдені в селі Захо́лм'я.

## Демографія
Демографічна структура на день 31 березня 2011 року:
|          | Загалом | Допрацездатний вік | Працездатний вік | Постпрацездатний вік |
| -------- | ------- | ------------------ | ---------------- | -------------------- |
| Чоловіки | 296     | 66                 | 202              | 28                   |
| Жінки    | 299     | 54                 | 179              | 66                   |
| Разом    | 595     | 120                | 381              | 94                   |